# Мошус
Мошус је класа ароматичних супстанци које се обично користе као основне ноте у парфимерији. Укључују жлездасте излучевине животиња попут јелена мошуса, бројне биљке које испуштају сличне мирисе и вештачке супстанце са сличним мирисима.  Мошус је првобитно име добио према снажном мирису који се добија из жлезде јелена мошуса. Супстанца се користи као популарно средство за парфеме од давнина и један је од најскупљих животињских производа на свету. Примењује се на разне биљке и животиње сличног мириса (нпр. Мускок) и обухвата широку палету ароматичних материја са сличним мирисима, упркос њиховој често различитој хемијској структури и молекуларним облицима. 
Природни мошус се интензивно користио у парфимерији све до краја 19. века када су економски и етички мотиви довели до усвајања синтетичког мошуса, који се данас користи готово искључиво. Органско једињење првенствено одговорно за карактеристичан мирис мошуса је мускон. 
Модерна употреба махуна од природног мошуса појављује се у традиционалној кинеској медицини. 

## Природни извори

### Мошус јелен
Мошусни јелен припада породици Moschidae и живи у Непалу, Тибету, Индији, Пакистану, Авганистану, Кини, Сибиру и Монголији. Мошусна махуна обично се добија убиством мушког јелена путем замки постављених у дивљини. Након сушења, црвенкасто-смеђа паста унутар мошусног махуна претвара се у црни зрнасти материјал зван „мошусно зрно”. Арома даје пријатан мирис тек након што се знатно разблажи. Ниједна друга природна супстанца нема тако сложену арому повезану са толико контрадикторних описа; међутим, обично се описује апстрактно као анималистички, земљани и дрвени мирис или нешто слично мирису бебине коже.
Мошус је кључни састојак многих парфема од његовог открића, сматра се да даје парфему дуготрајну снагу као фиксатив. Данас, трговинску количину природног мошуса контролише CITES, али илегални криволов наставља трговину.

### Друге животиње
Мушкат, глодар родом из Северне Америке, познат је од 17. века по излучивању жлездасте материје мошусног мириса. Хемијско средство за његово вађење откривено је четрдесетих година 20. века, али није имало комерцијалну вредност.
Жлездасте супстанце налик мирису мошуса су такође добијене од мошуса патке (Biziura lobata) са југа Аустралије, од мошуса корњаче (Sternotherus odoratus), амерички алигатор Северне Америке, рис мошус и од неколико других животиња. 

### Биљке
Неке биљке, попут Angelica archangelica или Abelmoschus moschatus производе миркоциклична лактонска једињења која миришу на мошусне мирисе. Ова једињења се широко користе у парфимерији као замена за животињски мошус или за промену мириса мешавине других мошуса. 
Биљни извори укључују мошусни цвет (Mimulus moschatus) из западне Северне Америке, мошус (Olearia argophylla) из Аустралије и семе мошуса (Abelmoschus moschatus) из Индије. 

## Вештачка једињења
Будући да је јелен мошус угрожена врстаа, скоро сав мирис мошуса који се данас користи у парфимерији је синтетички, понекад назван „бели мошус”. Они се могу поделити у три главне класе: ароматични нитро мошуси, полициклична мошусна једињења и једињења макроцикличког мошуса. Прве две групе имају широку употребу у индустрији, од козметике до детерџената. Међутим, откривање прве две хемијске групе у узорцима људи и животне средине као и њихова канцерогена својства покренуле су јавну расправу о употреби ових једињења и забрани или смањењу њихове употребе у многим регионима света. Очекује се да ће их макроциклична једињења мошуса заменити јер су ова једињења сигурнија.

## Друге намене
Мошус се користи и за привлачење дивљих животиња. На пример, 2018. године индијске власти су користиле парфем Обсессион од Калвин Клајна како би привукле и тако заробиле дивљег тигра који је напао и убио више десетина људи.
Штапићи мошуса, који су додатно ароматизовани супстанцом која подсјећа на мошусни парфем, популарна су конфекција у Аустралији.